# Paepalanthus parvifolius
Paepalanthus parvifolius är en gräsväxtart som beskrevs av Silveira. Paepalanthus parvifolius ingår i släktet Paepalanthus och familjen Eriocaulaceae. Inga underarter finns listade i Catalogue of Life.